# ليتل سواميكو (ويسكونسن)
ليتل سواميكو (بالإنجليزية: Little Suamico, Wisconsin)‏ هي بلدة تقع بولاية ويسكونسن في الولايات المتحدة. تبلغ مساحتها 96.9 (كم²)، وترتفع عن سطح البحر 193 م، بلغ عدد سكانها 3877 نسمة في عام 2000 حسب إحصاء مكتب تعداد الولايات المتحدة وتصل الكثافة السكانية فيها 40.1 نسمة/كم2.

## وصلات خارجية
- http://www.townoflittlesuamico.com
- The US50 - Cities and Towns in Wisconsin State
- Wisconsin Cities and Towns, Facts, Map, Flag, Colleges, Government, and More